# INXS
INXS (vyslovováno jako „in excess“, v překladu „v přebytku“) byla australská rocková skupina, která vznikla v roce 1977 v Sydney pod původním názvem Farriss Brothers. Zakládajícími členy byli baskytarista Garry Gary Beers, hlavní skladatel a klávesista Andrew Farriss, bubeník Jon Farriss, kytarista Tim Farriss, zpěvák a hlavní textař Michael Hutchence a kytarista a saxofonista Kirk Pengilly. Po dobu dvaceti let byl frontmanem skupiny Michael Hutchence, jehož charismatické pódiové vystupování učinilo z něj ústřední postavu kapely.
Zpočátku byla skupina známá pro svůj new wave/popový styl, později však rozvinula tvrdší „pub rock“ zvuk, který zahrnoval i prvky funku a taneční hudby.
V roce 1984 dosáhli INXS prvního australského hitu číslo jedna se skladbou „Original Sin“. Mezinárodního úspěchu dosáhli v polovině až koncem 80. a na počátku 90. let s úspěšnými alby Listen Like Thieves, Kick a X, a singly jako „What You Need“, „Need You Tonight“ (jejich jediný singl na prvním místě americké hitparády), „Devil Inside“, „Never Tear Us Apart“ (videoklip natočili v Praze začátkem 90. let.), „Suicide Blonde“ a „New Sensation“.
Po Hutchenceově smrti 22. listopadu 1997 kapela vystupovala s několika hostujícími zpěváky. Od roku 2000 koncertovala a nahrávala s Jonem Stevensem jako hlavním zpěvákem. V roce 2005 se členové kapely zúčastnili televizní reality show Rock Star: INXS, která vedla k výběru Kanaďana J.D. Fortunea jako nového frontmana. V roce 2011 ho nahradil irský zpěvák a skladatel Ciaran Gribbin. Během koncertu 11. listopadu 2012 INXS oznámili, že se jedná o jejich poslední vystoupení, i když formální konec skupiny tehdy vyhlášen nebyl.
INXS získali šest cen ARIA, včetně tří ocenění „Nejlepší skupina“ v letech 1987, 1989 a 1992. V roce 2001 byli uvedeni do Síně slávy ARIA. Celosvětově prodali přes 75 milionů alb, čímž se stali jedním z nejúspěšnějších hudebních projektů v historii Austrálie.

## Diskografie

### Studiová alba
- 1980 − INXS
- 1981 − Underneath the Colours
- 1982 − Shabooh Shoobah
- 1984 − The Swing
- 1985 − Listen Like Thieves
- 1987 − Kick
- 1990 − X
- 1992 − Welcome to Wherever You Are
- 1993 − Full Moon, Dirty Hearts
- 1997 − Elegantly Wasted
- 2005 − Switch

### Živá alba
- 1991 − Live Baby Live
- 2004 − INXS: Live At Barker Hanger

### Kompilace
- 1982 − INXSIVE
- 1994 − The Greatest Hits
- 2001 − Shine Like It Does: The Anthology (1979-1997)
- 2002 − Definitive INXS/The Best of INXS
- 2002 − The Years 1979-1997
- 2002 − Stay Young 1979-1982
- 2004 − INXS Squared: The Remixes

### EP
- 1983 − Dekadance
- 2004 − Bang The Drum